# B (linguagem de programação)
B é uma linguagem de programação que pertence ao paradigma imperativo e que foi desenvolvida no Bell Laboratories de 1969. Apesar de já ter se tornado obsoleta, foi a predecessora da linguagem de programação C, que até hoje é uma das mais populares. Foi majoritariamente um trabalho de Ken Thompson com contribuições de Dennis Ritchie, projetada e implementada na cidade de Murray Hill, nos Estados Unidos.
A linguagem foi projetada para ser recursiva, não-numérica e de aplicação independente da máquina.

## História

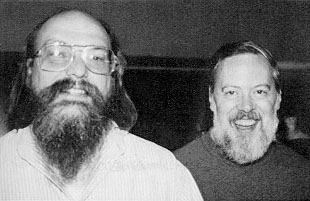
Ken Thompson e Dennis M. Ritchie, criadores da linguagem B

B foi essencialmente uma simplificação da linguagem BCPL (Basic Combined Programming Language), quitando qualquer componente que Thompson considerasse prescindível de modo a caber na memória dos microcomputadores da época. Também se realizaram algumas mudanças segundo as preferências de Thompson (a maioria das quais eram para reduzir o número de caracteres em um programa típico).
Como BCPL, B só tinha um tipo de dado, que correspondia com uma palavra de máquina. A maioria dos operadores o manipulavam como um inteiro; por exemplo + (adição), - (subtracção), * (multiplicação) ou / (divisão).  O sistema de tipos empregado em B se caracteriza por tipagem fraca, dinâmica e também implícita.
Outros operadores o manipulavam como um endereço de memória ao qual faziam referência: um Ponteiro. B oferecia operadores que permitiam obter o endereço duma determinada variável, ou escrever no endereço apontado por uma variável apontadora ou ponteiro.
As primeiras implementações foram para os minicomputadores PDP-7 e PDP-11 executando versões antigas do UNIX; e para os mainframes de 36 bits Honeywell executando o sistema GCOS.

## Evolução
A natureza sem tipos — isto é, com um só tipo correspondente à palavra de máquina — de B tinha sentido no Honeywell, no PDP-7 e noutros computadores antigos, mas foi um problema no PDP-11 já que era difícil aceder a caracteres individuais, um novo tipo de dado que ofertava o PDP-11 assim como a maioria dos computadores modernos.
Começando no 1971, Ritchie fez mudanças à linguagem ao mesmo tempo que convertia o seu compilador para produzir linguagem de máquina de forma nativa. A mais notável foi a adição de tipos de dado diferentes para as variáveis. A linguagem B foi implementada no PDP-11, que foi uma máquina da DEC usada para fazer o primeiro arcade operado por moedas, com o Jogo Galaxy.Predefinição:Citação requerida
Durante 1971 e 1972, B evoluiu primeiro em Novo B (New B, NB) e depois em C. Mais tarde, começando 1973, foi adicionado um pré-processador, a pedido de Alan Snyder. O esforço foi o suficiente neste ano como para que durante o verão o núcleo do UNIX para o PDP-11 fosse reescrito em C.
Durante o período 1972-1973 foi preciso portá-lo ao Honeywell 635 e ao IBM 360/370, razão pela qual Mike Lesk escreveu o pacote de entrada/saída portável que se trocaria na conhecida E/S padrão (standard I/O ou stdio) da linguagem C.
B seguiu-se a utilizar até os anos 1990 nos mainframes Honeywell e em certos sistemas embarcados por uma variedade de razões, incluindo o uso de hardware limitado nesses sistemas; bibliotecas, ferramentas, problemas de custos excessivos; ou simplesmente porque era o suficientemente bom como para fazer o trabalho.
O AberMUD, de muita influência, foi escrito em B.

## Nome
B teve uma enorme influência de BCPL, e o seu nome foi provavelmente uma contracção de BCPL. Porém, é possível que o seu nome baseara-se no da linguagem de programação Bon, uma linguagem mais antiga e não relacionada com B, desenhada por Thompson para usar-se no Multics.

## Exemplos
Um exemplo simples, chamado de programa Olá Mundo.
```
main
(
 
)
 
{

 
extrn
 
a
,
 
b
,
 
c
;

 
putchar
(
a
);
 
putchar
(
b
);
 
putchar
(
c
);
 
putchar
(
'
!*
n
'
);

}

a
 
'
hell
'
;

b
 
'
o
,
 
w
'
;

c
 
'
orld
'
;

```

Ou, equivalente:
```
main
()
 
{

   
putchar
(
'
Hello
,
 
world
!*
n
'
);

}

```

Programa que imprime os N primeiros números perfeitos, onde N é a entrada do usuário:
```
main
()

{

    
auto
 
n
,
num
,
soma
,
cont
;

    
num
 
=
 
0
;

    
cont
 
=
 
0
;

    
printf
(
 
"Digite um valor para N: *n*n"
);

    
n
=
getchar
();

    
printf
(
 
"
\n
Os primeiros numeros perfeitos sao:
\n
"
);

    
while
 
(
cont
 
!=
 
n
);

    
{

        
num
 
=
num
+
1
;

        
soma
 
=
 
0
;

 
auto
 
i
=
1
;

        
while
(
i
 
<=
 
num
-1
)

        
{

            
if
(
 
(
num
 
%
 
i
)
 
==
 
0
 
)

            
{

                
soma
 
=
soma
+
 
i
;

            
}

     
i
=
i
+
1
;

        
}

        
if
 
(
 
soma
 
==
 
num
 
)

        
{

            
printf
(
"%d*n"
,
soma
);

            
cont
 
=
cont
+
1
;

        
}

    
}

}

```

A seguinte função de exemplo foi extraída de Users' Reference to B, de Ken Thompson:
```
/* A seguinte função imprime um número não-negativo, n, na

   base b, no qual 2<=b<=10. Esta rotina basea-se no facto

   de que no jogo de caracteres ASCII,  os dígitos do 0 ao

   9 têm valores de código sequenciais.

 */

printn
(
n
,
b
)
 
{

        
extrn
 
putchar
;

        
auto
 
a
;

        
if
(
a
=
n
/
b
)
 
/* atribuição, não comprovação de igualdade */

                
printn
(
a
,
 
b
);
 
/* recursivo */

        
putchar
(
n
%
b
 
+
 
'0'
);

}

```

Função que substitui cada letra maiúscula de uma string de entrada s, por uma letra minúscula correspondente.
```
lower
(
s
)
 
{

   
auto
 
c
,
i
;

   
i
 
=
 
1
;

   
while
(
 
(
c
=
char
(
s
,
++
i
))
 
!=
 
’
*
e
’
 
)

      
if
(
 
c
 
>=
 
’
A
’
 
&
 
c
 
<=
 
’
Z
’
 
)
 
lchar
(
s
~
i
~
c
’
A
’
+
’
a
’
);

}

```

Este programa de exemplo em B emprega a função anterior para somar três números imprimindo no ecrã o resultado.
```
main
(
 
)
 
{

  
extrn
 
printn
;

  
auto
 
a
,
 
b
,
 
c
,
 
sum
;

  
a
 
=
 
1
;
 
b
 
=
 
2
;
 
c
 
=
 
3
;

  
sum
 
=
 
a
+
b
+
c
;

  
printn
(
sum
,
10
);

}

```

## Compilando
Algumas versões do Unix possuem o compilador de B. Para compilar e executar um código B, basta digitar estes comandos no shell, desde que, claro, seu sistema operacional possua o compilador.
```
SYSTEM? filsys cf bsource,b/1,100/
SYSTEM? filsys cf bhs,b/6,6/,m/r/
SYSTEM? ./bj (w) bsource bhs
SYSTEM? /bhs
```